# SMS Radetzky
SMS Radetzky, prvi od triju predreadnoughta bojnih brodova klase Radetzkog Austro-ugarske ratne mornarice (k.u.k. Kriegsmarine). Imenovan je po austrijskome feldmaršalu Josefu Radetzkom iz 19. stoljeća. Radetzky i njegova braća Erzherzog Franz Ferdinand i Zrínyi bili su posljednji pre-dreadnoughti koje je izgradila Austro-ugarska ratna mornarica, a poslije njih su slijedili veći i značajno snažniji dreadnoughti klase Tegetthoffa.
Kako se rat protiv Austrijanaca primicao kraju 1918. godine, Radetzky je pripremljen za prijenos Državi Slovenaca, Hrvata i Srba. Vidjevši da Talijani namjeravaju uzeti sve za sebe, dan prije kraja rata, 10. studenoga 1918. godine, mornarički časnici Države SHS isplovili su sa starim bojnim brodom Zrinyijem, Radetzkym i torpednim brodovima T12 i T52 izvan Pule. Kad su ih zaustavili talijanski brodovi, kapetan korvete Marijan Polić je na Radetzkom istaknuo američku zastavu, što je odagnalo zbunjene talijanske posade.
Dok su plovili prema jugu, vodila se pregovaračka bitka čiji će biti brodovi. Talijani su tražili sve brodove Austro-Ugarske da pripadnu Italiji ili da ih se potopi, "kao rezultat talijanske pobjede u ratu". Britanski predstavnici su se smijali tome, a predstavnike nove južnoslavenske države nitko nije slušao osim donekle britanskih predstavnika. Kad je hrvatsko osoblje izgubilo strpljenje, hranu i ugljen, otplovili su južnije. 17. studenoga otplovili su u Split, i dalje pod američkom zastavom i pet dana poslije predali ga iznenađenoj eskadri američkih podmorničkih lovaca. Pri predaji Američkoj ratnoj mornarici brod je nakratko dezigniran kao USS Radetzky. Prema odredbama Ugovora iz Saint-Germain-en-Layea prijenos nije priznat, pa je umjesto toga Zrínyi dan Italiji. U službi je bio do 1926. godine.